# Thialbarbital

Le thialbarbital (Intranarcon) est un dérivé de barbiturique découvert dans les années 1960. Il possède des propriétés sédatives et fut utilisé dans un premier temps en induction d'anesthésie pour la chirurgie. Le thialbarbital a une durée d'action courte, et a moins tendance à provoquer une dépression respiratoire que les autres dérivés barbituriques, comme le pentobarbital.

## Synthèse
Le thialbarbital est synthétisé par condensation du thiocarbamide avec l'ester diéthylique de l'acide allylocyclohexènomalonique.